# Pereslavl-Zalesski
Pour les articles homonymes, voir Pereïaslavl.
Pereslavl-Zalesski (en russe : Переславль-Залесский, litt. « Pereslavl en Zalessié ») est une ville de l'oblast de Iaroslavl, en Russie, et le centre administratif du raïon de Pereslavl (ou raïon Pereslavski). Sa population s'élevait à 37 943 habitants en 2020.

## Géographie
Pereslavl-Zalesski est située sur la rive sud-est du lac Plechtcheïevo à l'embouchure de la rivière Troubej, à 118 km au sud-ouest de Iaroslavl et à 133 km au nord-est de Moscou. Il se trouve dans la région de Zalessié, qui lui a donné son nom, et plus précisément à l'extrémité occidentale de l'Opolié, région historique et naturelle.

## Histoire
Pereslavl-Zalesski a été fondée en 1152 par le prince Iouri Dolgorouky. Entre 1175 et 1302, la ville était la capitale de la principauté de Pereslavl- Zalesski). En 1302, la ville fut incorporée à la principauté de Moscou. Pereslavl-Zalesski a été dévastée à plusieurs reprises par les Tataro-Mongols de la Horde d'or entre le milieu du XIIIe siècle et le début du XVe siècle. En 1608, elle fut incendiée par les Polonais. En 1611-1612, elle subit une invasion polonaise.
En 1708, la ville fit partie du gouvernement de Moscou et à partir de 1739 devint le chef-lieu de la province de Pereslavl, appartenant au gouvernement de Moscou. En 1778, la ville fut intégrée comme ville d'un ouïezd faisant partie des territoires de Vladimir. Depuis 1929, elle est le chef-lieu du raïon de Pereslavl faisant partie de l'oblast de Iaroslavl.
En 1894, Lénine se trouvait dans le village de Gorki, près de Pereslavl-Zalesski, et il réalisa avec un hectographe l'article intitulé « Qui sont les "amis du peuple" et comment combattent-ils les social-démocrates ? ». En 1919-1920 et 1941-1943, un artiste russe célèbre, Dmitri Kardovski, vécut et travailla à Pereslavl-Zalesski.

## Population
La situation démographique accuse un solde naturel négatif de 8,6 pour mille en 2001, avec un faible taux de natalité de 8,1 pour mille et un taux de mortalité élevé de 16,7 pour mille.
Recensements ou estimations de la population
| 1856  | 1897*  | 1913   | 1926*  | 1931   | 1939*  | 1959*  |
| ----- | ------ | ------ | ------ | ------ | ------ | ------ |
| 5 400 | 10 639 | 12 800 | 13 373 | 15 200 | 19 874 | 23 137 |

| 1970*  | 1979*  | 1989*  | 2002*  | 2010*  | 2012   | 2013   |
| ------ | ------ | ------ | ------ | ------ | ------ | ------ |
| 30 062 | 37 505 | 42 331 | 43 379 | 41 925 | 41 341 | 40 930 |

| 2014   | 2015   | 2016   | 2017   | 2018   | 2019   | 2020   |
| ------ | ------ | ------ | ------ | ------ | ------ | ------ |
| 40 283 | 40 028 | 39 464 | 39 105 | 38 649 | 38 255 | 37 943 |

## Patrimoine
Pereslavl-Zalesski fait partie de l'anneau d'or de Russie. Elle est connue pour son patrimoine architectural, notamment :
- l'ancienne cathédrale de la Transfiguration du Sauveur en pierre blanche (1152-1157), aujourd'hui musée. En 2020 les archéologues russes y ont découvert notamment un graffiti représentant un être fantastique.
- Église Saint-Pierre-le-Métropolite de Pereslavl-Zalesski (1585)
- le monastère Troïtse-Danilov (XVIe et XVIIIe siècles)
- Monastère de Saint-Nicolas (Pereslavl-Zalesski)
- le monastère Nikitski (XVIe et XIXe siècle)
- monastère Feodorovski (ru) (XVIe et XIXe siècle)
- Monastère de la Dormition Goritski (XVIIe et XVIIIe siècles).
- Monastère Sretenski Novodevitchi

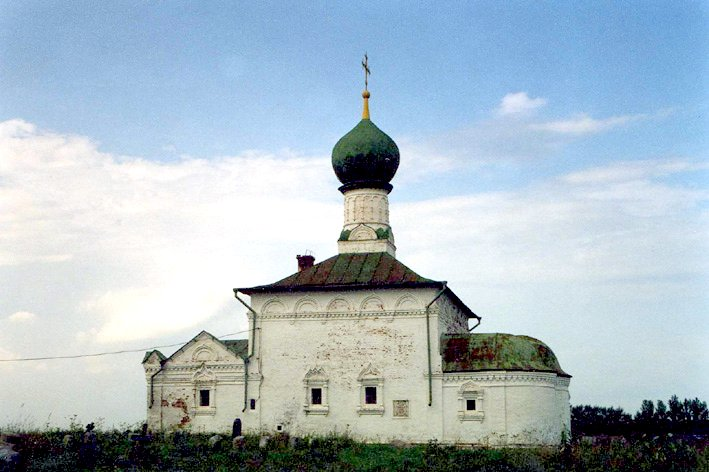
Monastère Troïtse-Danilov
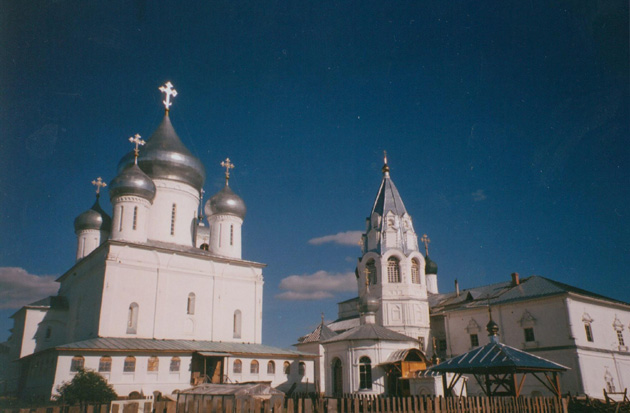
Monastère Nikitski
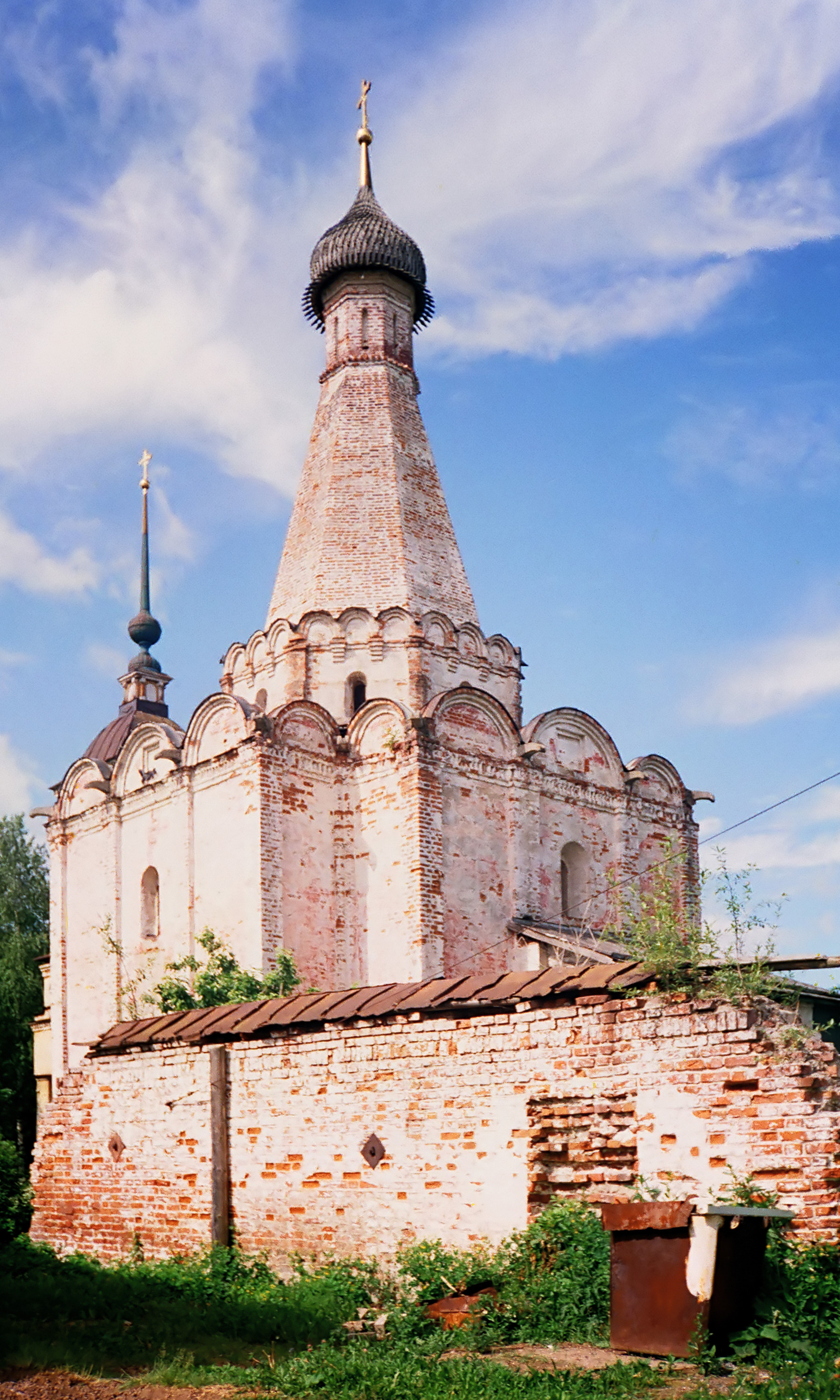
Église Saint-Pierre-le-Métropolite
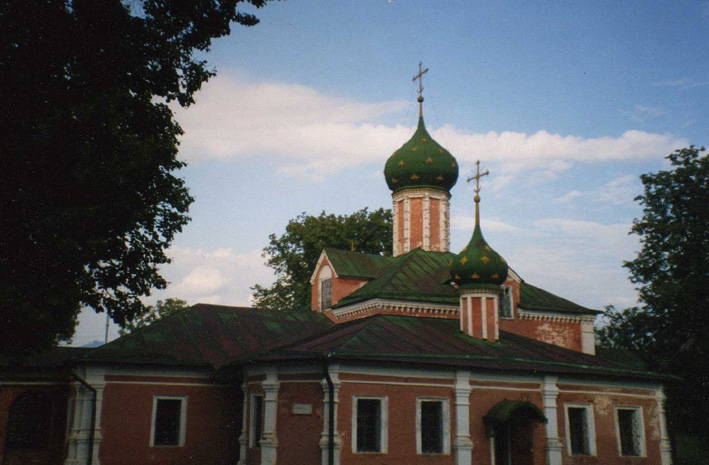
Monastère Feodorovski
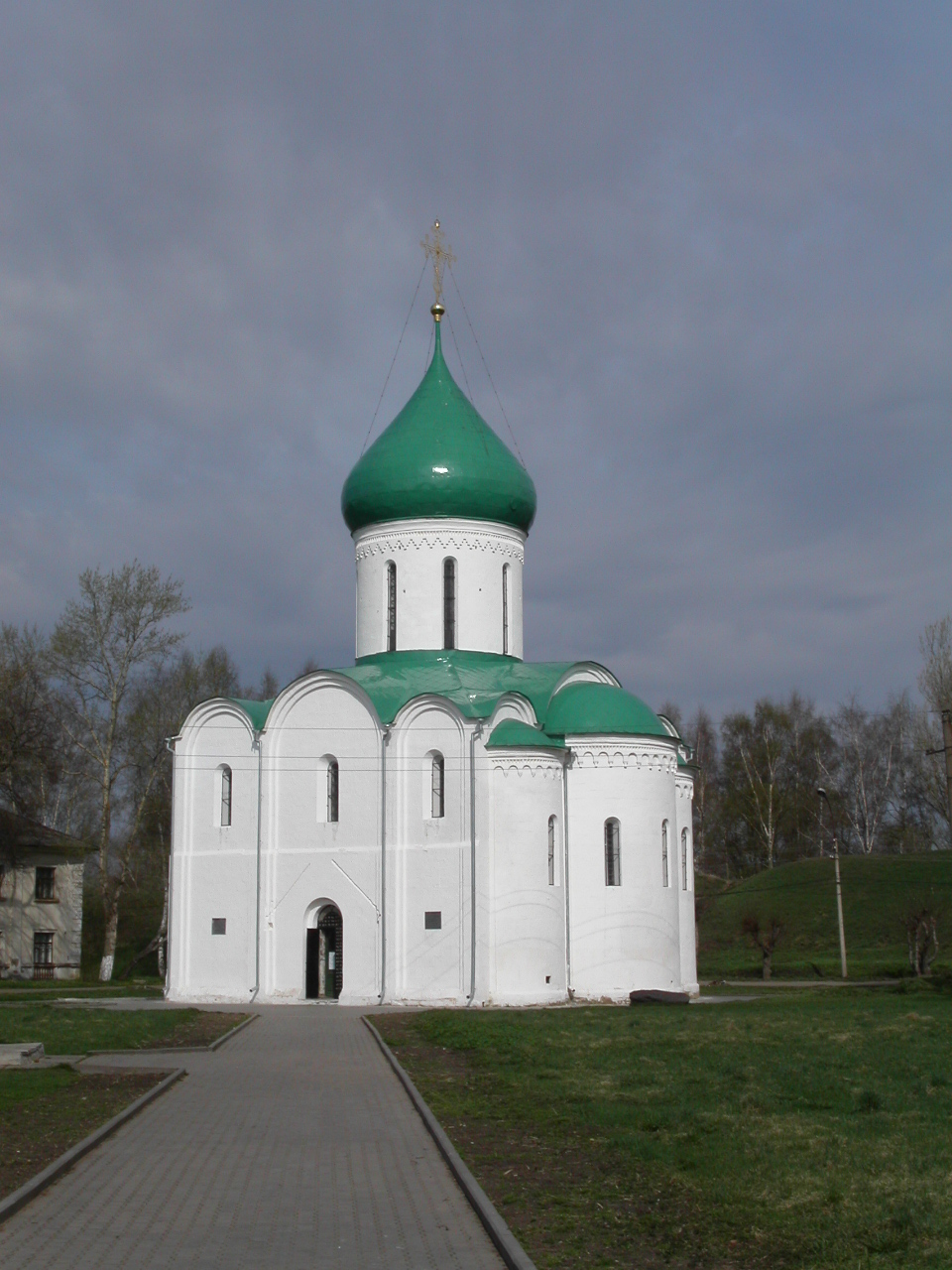
église de la Transfiguration
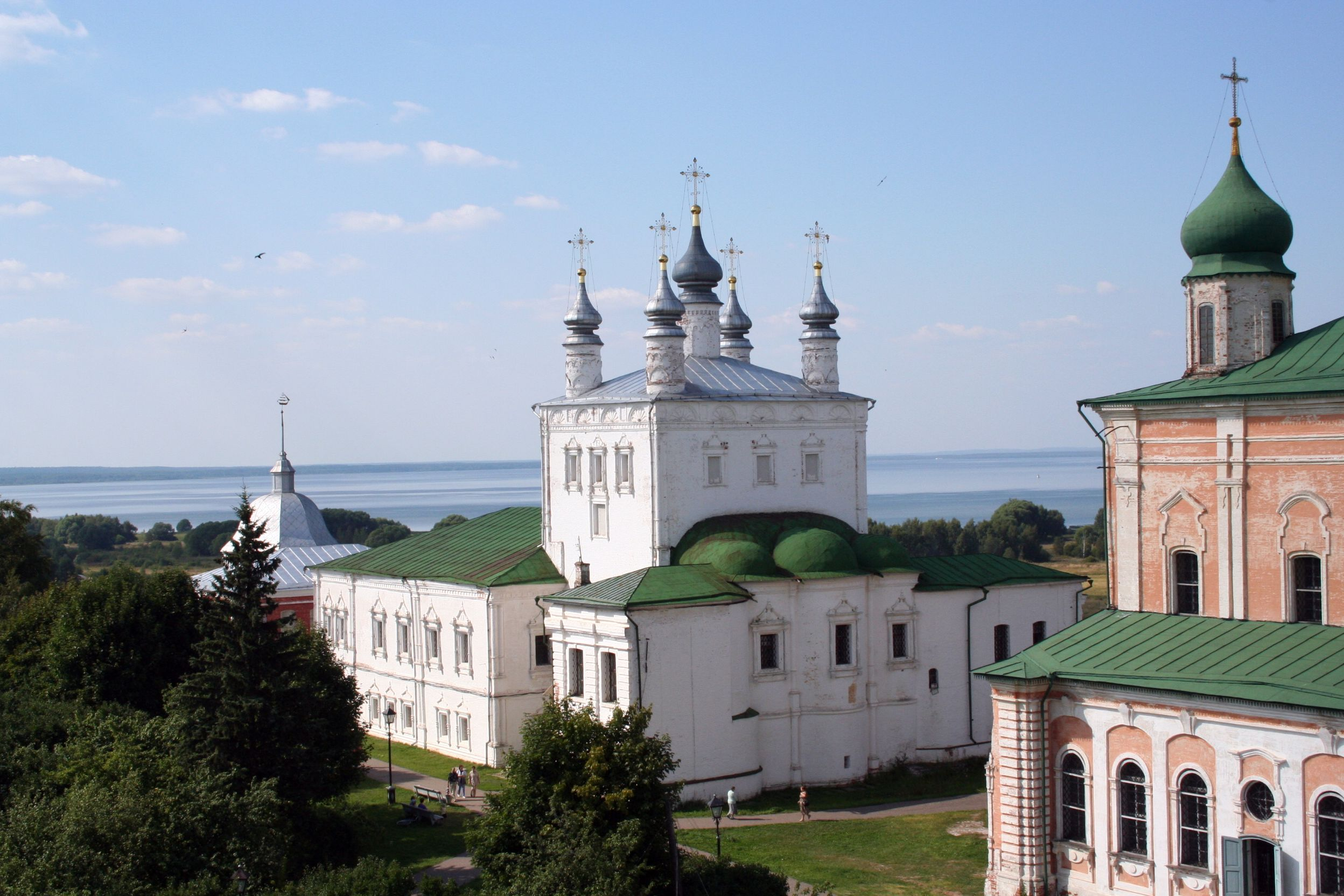
Monastère de Goritsky

## Personnalités
- Nicétas le Stylite de Pereslavl.
- Alexandre Nevski est né à Pereslavl-Zalesski en 1220.
- Dimitri de Prilouki y est né au début du XIVe siècle